# Kimberly Geist
Kimberly Geist (Allentown, 29 de abril de 1987) é uma desportista estadounidense que compete no ciclismo na modalidade de pista, especialista nas provas de perseguição por equipas e pontuação.
Ganhou três medalhas no Campeonato Mundial de Ciclismo em Pista, entre os anos 2015 e 2018.

## Medalheiro internacional
| Campeonato Mundial | Campeonato Mundial         | Campeonato Mundial | Campeonato Mundial      |
| Ano                | Lugar                      | Medalha            | Competição              |
| ------------------ | -------------------------- | ------------------ | ----------------------- |
| 2015               | Saint-Quentin ( França)    | Medalha de bronze  | Pontuação               |
| 2017               | Hong Kong ( China)         | Medalha de ouro    | Perseguição por equipas |
| 2018               | Apeldoorn ( Países Baixos) | Medalha de ouro    | Perseguição por equipas |